# Foum Zguid

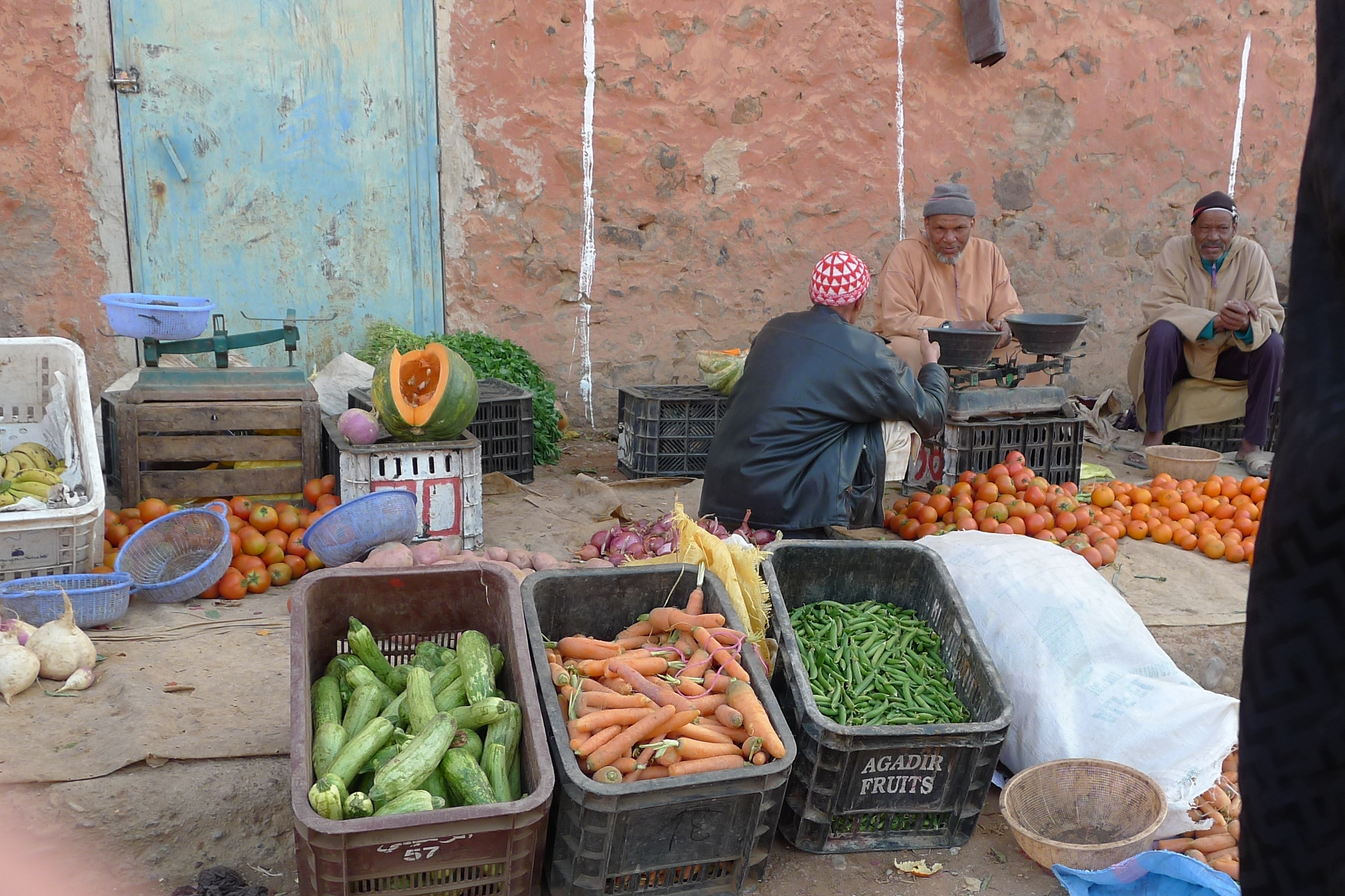
Vente de légumes au marché de Foum Zguid.

Foum Zguid (en tamazight ⵉⵎⵉ ⵥⴰⴳⴳⵉⴷ, en arabe : فم زݣيد) est une ville du Maroc située dans la région de Souss-Massa.